# Andrej Hrnčiar
Andrej Hrnčiar (ur. 10 lipca 1973 w Rużomberku) – słowacki polityk, aktor i samorządowiec, poseł do Rady Narodowej, burmistrz miasta Martin.

## Życiorys
Absolwent aktorstwa w Wyższej Szkole Sztuk Scenicznych w Bratysławie (1996). Jako aktor zawodowo związany z teatrem w Martinie Slovenské komorné divadlo, od 2003 do 2006 jako jego dyrektor. W 2006 został wybrany na urząd burmistrza Martina. W wyborach w 2012 z ramienia stronnictwa Most-Híd uzyskał mandat posła do Rady Narodowej.
W 2014 złożył mandat poselski, angażując się w budowę nowego ugrupowania, które założył Radoslav Procházka. W ramach powołanej partii SIEŤ objął funkcję jej pierwszego wiceprzewodniczącego. W wyborach w 2016 ponownie wybrany na posła. W tym samym roku odszedł do klubu poselskiego Most-Híd.